# Sono sempre io
Sono sempre io è il dodicesimo album in studio del cantautore italiano Gianni Fiorellino con testi in lingua napoletana, pubblicato il 9 dicembre 2019 e distribuito dalla Mea Sound.

## Tracce
1. Sono sempre io – 4:00 (G. Fiorellino)
2. Pe mme tu si muglierema – 3:43 (V. D'Agostino, F. Sparaneo, G. Fiorellino)
3. Tre rose rosse – 3:57 (V. D'Agostino, F. Sparaneo, G. Fiorellino)
4. Nun riattaccà – 4:00 (V. D'Agostino, G. Fiorellino)
5. Lievate 'a maglia (feat. El Coyote) – 3:33 (G. Fiorellino, L. D'Agostino, G. Fiorellino)
6. Che belli 'nnamurate – 4:04 (R. Riera, G. Fiorellino)
7. Malatia (feat. Franco Ricciardi) – 3:57 (G. Fiorellino, V. D'Agostino, G. Fiorellino)
8. 'O miracolo mio – 4:27 (G. Fiorellino)
9. È stata sulo 'na sbandata – 3:32 (G. Fiorellino, L. D'Agostino, G. Fiorellino)
10. Che te spuoglie a fà – 3:19 (V. D'Agostino, F. Sparaneo, G. Fiorellino)

## Formazione
- Gianni Fiorellino - voce, arrangiamenti, direzione artistica, produzione, registrazioni, missaggio, chitarre, bassi (tranne "Nun riattaccà"), tastiere, pianoforte, diamonica su "'O miracolo mio", percussioni, programmazioni presso MGM Studio Recording, Nola e orchestrazioni presso Splash Studio, Napoli
- Mariano Barba - batterie e percussioni (tracce 1, 2, 3, 4, 5, 6 e 8)
- Ciro Manna - chitarra classica su "Malatia"
- Franco Ricciardi - voce su "Malatia"
- Pasquale De Angelis - basso su "Nun riattaccà"
- El Coyote - voce rap su "Lievate 'a maglia"
- Armando Alfano, Simona Sorrentino, Giuseppe Lucana, Isabella Parmiciano, Fabiana Sirigu, Francesca Strazzullo, Marzia De Biase, Marco Traverso, Luca Grassi, Francesco Pescosolido - archi
- Massimo Aluzzi - registrazioni archi presso Splash Studio, Napoli
- Francesco Moccia - assistente studio presso MGM Studio Recording, Nola
- Antonio Baglio - mastering presso Miami Mastering Studio, Miami, FL, USA